# Jésus-Christ donnant les clefs du paradis à saint Pierre
Le Christ donnant les clefs du Paradis à saint Pierre (en italien, La cosegna delle chiavi), est un tableau de l'artiste Giovanni Battista Pittoni, qu'il réalise entre 1730 et 1735. Il est exposé au musée du Louvre à Paris.

## Histoire
L'épisode est tiré de l'Évangile selon Matthieu (16: 18-20).
Un premier croquis est rapporté, connu pour une peinture d'un retable, qui a disparu ou qui n'a peut-être jamais été exécuté.
Il existe d'autres versions du même sujet, au musée des Beaux-Arts de Tours et au Ashmolean Museum à l'université d'Oxford.

## Description
L'œuvre dépeint le Christ qui élève saint Pierre au rang de premier apôtre. En haut d’une estrade de deux marches, placé au centre du tableau apparaît le Christ qui tend la main à Pierre qui s'agenouille pour recevoir les clés avec lesquelles guider l'Église. Sur le terrain, se trouvent ses attributs iconographiques, un livre ouvert et une épée, des anges apparaissent au loin dans les nuages.
Saint Jacques apparaît sur la gauche, tenant un bâton de pèlerin. Saint Jean exalte le sens spirituel de remettre les clés du Paradis.
Les expressions concentrées témoignent de l'émotion intérieure des apôtres qui assistent à la scène.

« Dans cette œuvre mature, Pittoni montre une certaine rigidité et reprend des éléments de ses compositions précédentes comme des anges dans le ciel. Cependant, il sait maintenir une fraîcheur caractéristique du rococo vénitien. Les couleurs, en masses simples, presque sans nuances, marquent l'espace avec un manteau ou une veste, comme s'ils servaient à différencier les chiffres de manière plus catégorique. »

— Constance Lavagne d'Ortigue, musée du Louvre
.

## Expositions
- Conservateur Franz Anton Maulbertsch (1724-1796), Autriche

## Rubriques connexes
- La Remise des clés (Donatello) (it)